# Philip DeGuere
Philip DeGuere Jr. (* 19. Juli 1944 in Cincinnati, Ohio; † 24. Januar 2005 in San Francisco) war ein US-amerikanischer Drehbuchautor.

## Leben und Werk
DeGuere studierte an der Stanford-Universität Kommunikationswissenschaften und schloss sein Studium 1966 ab. Danach wurde er Drehbuchautor bei Universal Pictures und arbeitete mit den bekannten Autoren Roy Huggins, Donald P. Bellisario und Stephen J. Cannell zusammen.
Er drehte erfolgreiche Fernsehserien wie beispielsweise Simon & Simon (1981 bis 1988), JAG und Navy CIS (engl. NCIS). Er arbeitete auch an Remakes von The Twilight Zone, Air America oder Max Headroom.
Als Regisseur trat er nur drei Mal in Erscheinung: Zunächst inszenierte er in den Jahren 1977/78 zwei Folgen der Serie Pazifikgeschwader 214 (Originaltitel Baa Baa Black Sheep), gefolgt von der Comicverfilmung Dr. Strange, die 1978 für das Fernsehen entstand und als Pilotfolge einer nichtrealisierten Serie produziert wurde. 1986/87 drehte er schließlich noch zwei Folgen der Serie Twilight Zone.
DeGuere starb an den Folgen eines Krebsleidens und hinterließ seine Frau Alison und drei Kinder.